# لوسي بيل لوت
لوسي مارغريت بيل لوت (من مواليد 1998) هي أكاديمية وناشطة وعارضة أزياء أمريكية بريطانية تعاني من مرض انحلال البشرة الفقاعي الحثلي (EB أو RDEB).
مرض انحلال البشرة الفقاعي هو مرض نادر ومميت يسمى أيضًا "جلد الفراشة" بسبب هشاشة الجلد التي يسببها. ومعها، حتى الاحتكاك البسيط يسبب جروحاً مفتوحة وبثوراً تشبه الحروق الشديدة، سواء على الجلد الخارجي أو داخل الحلق. لا يوجد علاج، فقط العلاج الداعم.
وُلِدتت بيل في تكساس ونشأ في بلدة صغيرة على يد أم عزباء. وكان من المتوقع أن تموت في طفولتها، ثم في سن الثامنة عشرة. عندما تجاوزت عمرها المتوقع انتقلت إلى بريطانيا لدراسة تاريخ الفن في العصور الوسطى، وقالت إن الشيء الوحيد الذي لا يستطيع مرضها منعها من القيام به هو التعلم. حصلت على درجة البكالوريوس المشتركة من جامعة سانت أندروز، ودرجتي الماجستير من جامعة لندن وجامعة كامبريدج، وتسعى للحصول على الدكتوراه.
بدأت بيل نشاطها في مجال مرض إنفصام الشخصية عندما كانت في السابعة عشرة من عمرها، من خلال الكتابة لرفع مستوى الوعي بحالتها. وبعد أن كبرت، أصبحت سفيرة لمؤسسة ديبراUK، وشاركت في مؤسسات خيرية أخرى تابعة لـ EB. بدأت العمل كعارضة أزياء في عرض أزياء إيجابي للجسم في الجامعة، ثم نشرت صورًا على حسابها إنستغرام، مما أدى إلى ظهورها في الصور الفوتوغرافية في مجلة فوغ الإيطالية و كوزموبوليتان (مجلة)، والمشي في أسبوع الموضة في لندن.

## الحياة المبكرة وانحلال البشرة الفقاعي

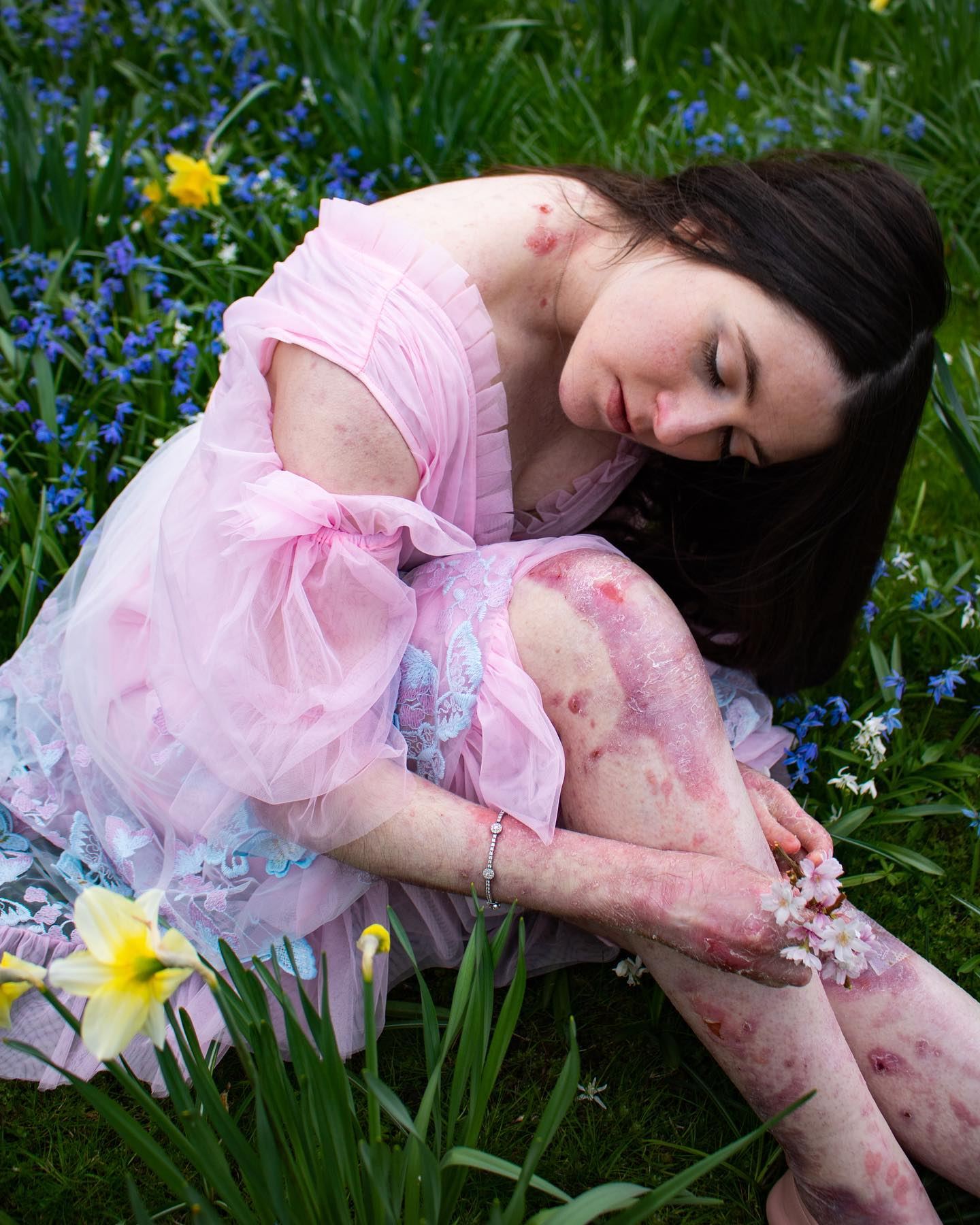
بيل في عام 2021

ولدت لوسي مارغريت بيل لوت في أوستن، تكساس، في عام 1998. وهي أصغر ثلاثة أشقاء، ولديها أخ وأخت. والدتها، إليزابيث بيل، وهي مصورة ومصممة، قامت بتربيتهم كأم وحيدة. كانت جدها لأمها هو رويس بيل، الذي ترأس سلسلة متاجر بيلز من عام 1977 إلى عام 1981. لوت هو اسمها القانوني الأخير، لكنها تفضل أن يكون اسمها بيل لتكريم والدتها وعائلة والدتها التي ربتها.
وُلِدت بيل بمرض انحلال البشرة الفقاعي (EB)، وتحديدًا انحلال البشرة الفقاعي الضموري المتنحي (RDEB)، والمعروف أيضًا باسم "جلد الفراشة"، وهو نقص في الكولاجين السابع، وهو بروتين يساعد في تثبيت الجلد. بدونها، حتى الاحتكاك البسيط يسبب جروحًا مفتوحة وبثورًا تشبه الحروق الشديدة على جسدها وداخل حلقها؛ في يوم عادي يمكن أن يكون لديها جروح مفتوحة متعددة على جسدها. ومع ذلك، فهي تعاني من حالة خفيفة نسبيًا: فهي قادرة على المشي والجري، ولا تحتاج إلى أنبوب تغذية، ولديها شعر كامل وأصابع يديها وقدميها، وهو ما لا ينطبق على معظم البالغين المصابين بمرض RDEB. إن EB هي حالة أكثر ندرة من التعرض للصعق الكهربائي؛ إذ تؤثر على ما يقدر بنحو 500 ألف شخص في جميع أنحاء العالم. لا يوجد علاج معروف، العلاجات داعمة بشكل أساسي، وتتعامل مع الأعراض والجروح.
عندما ولدت بيل، أدركت الممرضات أن هناك خطأ ما عندما قاموا بإزالة جهاز المراقبة من جلدها، وكان الجلد يزول معه. توقع الأطباء أن تموت في طفولتها. قام فريق من المتخصصين في مرض انحلال البشرة الفقاعي في دنفر بعلاجها عندما كانت في الثانية من عمرها؛ وقالوا إن حالتها مميتة وقالوا إنها ستكون محظوظة إذا عاشت حتى سن 18 عامًا. كانت كلمة "منتهي" واسم مرضها من بين الكلمات الأولى التي تعلمتها، وفي نفس الوقت تقريبًا تعلمت اسمها.
في عام 2003، بعد تلقي العلاج في دنفر، انتقلت بيل ووالدتها إلى بلدة فريدريكسبيرج الصغيرة في تكساس، حيث كانت تعيش عائلة والدتها. تقول أنها كانت طفولتها سعيدة. نشأت في مزرعة، وتلقت تعليمها في مدرسة هيريتيج، وهي مدرسة مسيحية خاصة. تقبلها زملاؤها في الفصل ومعلموها، وكذلك فعلت عائلتها، على الرغم من أنها كانت بحاجة إلى تغطية نفسها بالضمادات لحماية بشرتها الهشة. أحبت بيل المدرسة، وكانت تشعر بالانزعاج عندما كانت علاجاتها تجعلها تفوتها. اعتبرت دروس اللاتينية مثيرة للاهتمام. أصرت والدتها ليز على أن تعيش حياة طبيعية قدر الإمكان، وتلعب في الخارج وتمارس الرياضة، معتقدة أن الشعور بأنها طفلة في مثل عمرها يستحق أي صدمة لبشرتها. ظلت ترتدي الضمادات حتى بلغت الرابعة عشرة من عمرها. منذ عام 2013، التحقت بمدرسة بروفيدنس هول في فريدريكسبيرج، وهي مدرسة صغيرة أسستها والدتها؛ وكان في فصلها خمسة طلاب.
لم تدرك بيل تمامًا مدى اختلافها إلا عندما انتقلت مع والدتها إلى سانتا في، نيو مكسيكو، عندما كانت في السابعة عشرة من عمرها. كانت تأخذ كلبها إلى عيادة الطبيب البيطري حيث قالت امرأة أنها تبدو وكأنها تعرضت لهجوم من غوريلا. كذبت بيل عندما قالت إنها تعرضت لحادث دراجة نارية، لكنها بعد ذلك ذهبت إلى سيارتها وبكت.
خضعت بيل لحوالي اثنتي عشرة عملية جراحية عندما كان مراهقًا بسبب تضيق الحلق الناجم عن بثور EB على بطانة الحلق. في عام 2016، أصبح تضييق حلقها أسوأ من أي شيء آخر. لقد فقدت وزنها حتى أصبح وزنها أقل من 100 رطل (45 كـغ)، لم يكن قادرًا على التنفس، وكان يبصق الدم. تخرجت من المدرسة الثانوية مبكرًا حتى تتمكن من العودة إلى دنفر لإجراء سلسلة من العمليات الجراحية على مدار أشهر لإنقاذ حياتها. تمكنت عملية جراحية تجريبية باستخدام بالون طويل ضيق لكسر الضيق من فتح حلقها وإطلق سراحها مبكرًا. قالت إنها كانت تتمتع بأفضل صحة منذ أن كانت في الثالثة عشرة من عمرها.
عندما تجاوزت الثامنة عشرة من عمرها، كانت بيل قد تجاوزت متوسط العمر المتوقع لها وكان أطباؤها يطلقون عليها اسم "الفتاة التي عاشت". لقد توفي العديد من الأصدقاء المصابين بمرض RDEB الذين نشأت معهم وهم في سن المراهقة؛ وكانت واحدة من الأشخاص القلائل الذين عرفتهم بنفس حالتها والذين تمكنوا من الالتحاق بالجامعة. لكن بيل تقول إنها لا تشعر وكأنها تعيش في وقت مستعار. تقول أن الله وحده هو الذي يستطيع أن يقرر متى تصبح حياتنا في نهاية المطاف، وأنها ليست خائفة. وبدلاً من ذلك، تقول إنها تستيقظ كل يوم وهي تشعر بالامتنان، وترغب في القيام بكل ما في وسعها، لأنها لا تعرف إلى متى ستستمر صحتها. تقول إن الشيء الوحيد الذي لا يستطيع EB تقييده بالنسبة لها هو قدرتها على التعلم؛ لو كان الأمر متروكًا لها، لذهبت إلى المدرسة إلى الأبد.

## الدراسات الجامعية في المملكة المتحدة

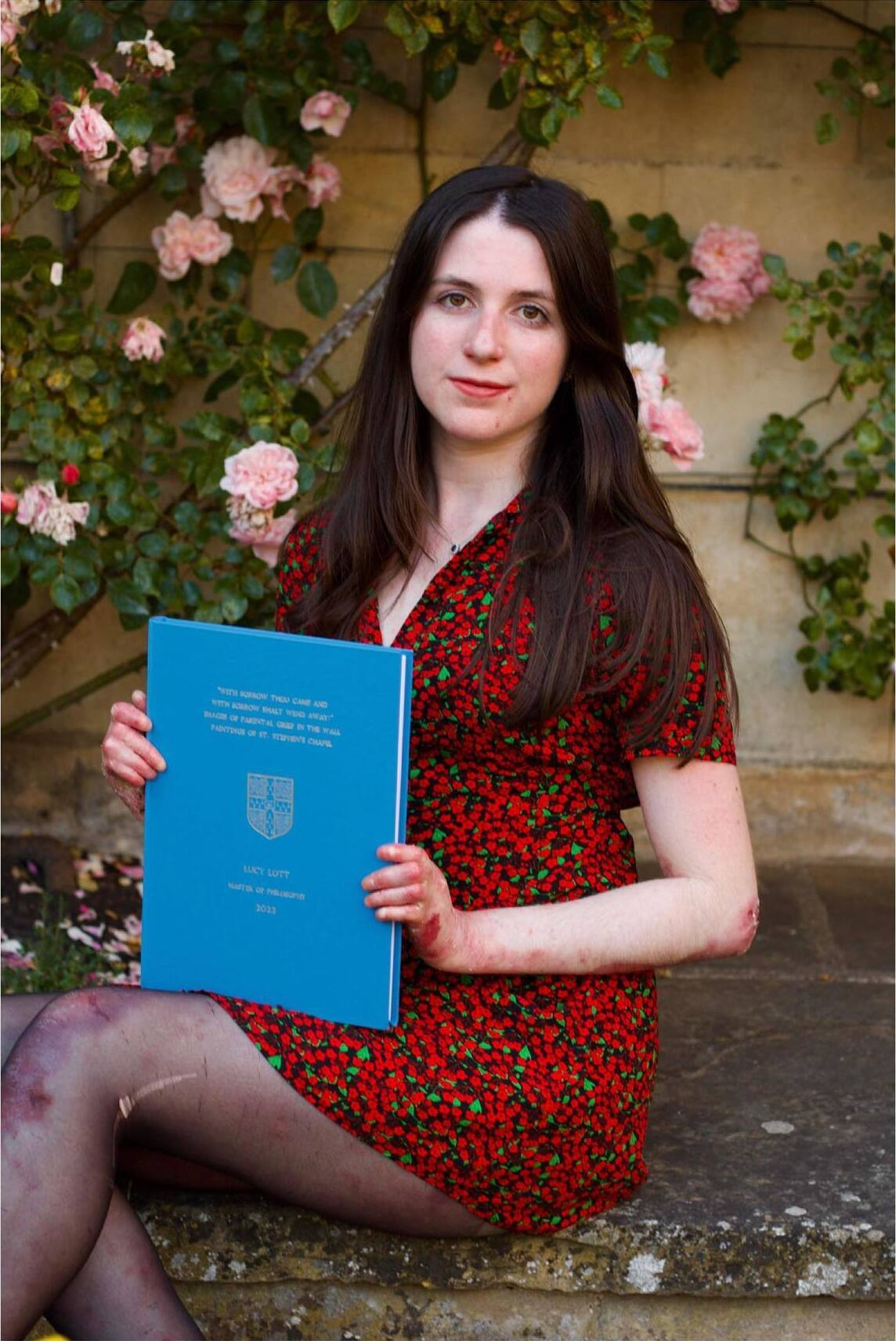
بيل مع أطروحتها لنيل درجة الماجستير في الفلسفة من مؤسسة جونفيل وكايوس، 2023

ذهبت بيل إلى لندن للدراسة في الخريف الذي بلغت فيه الثامنة عشر من عمرها. درست لمدة عام في معهد سوثبي للفنون وكلية بيركبيك، جامعة لندن، قبل الانتقال إلى جامعة سانت أندروز في اسكتلندا. لم تكن تتوقع ذلك، ولكنها لم تعش في الولايات المتحدة منذ ذلك الحين. في جامعة سانت أندروز، حصلت على درجة مشتركة في تاريخ الفن والكلاسيكيات، وتخصصت في الفن في العصور الوسطى المبكرة وعلم الآثار البريطاني الروماني. إنها تقارن مدينة سانت أندروز الاسكتلندية بفريدريكسبيرج، المدينة التي نشأت فيها في تكساس، وأظهر بحثها أن أسلافها تزوجوا في كنيسة سانت أندروز، ودُفنوا في مقبرة سانت أندروز.
في عام 2019 فقدت يدها اليمنى حركتها تدريجيًا، في عملية تسمى "الالتواء" حيث سحب النسيج الندبي أصابعها وإبهامها إلى راحة يدها. كتبت أطروحة مكونة من 10000 كلمة و6000 كلمة بإصبعها الصغير الملتصق بإصبعها البنصر بسبب النسيج الندبي العدواني. خضعت لعملية جراحية لتوسيع أصابعها في صيف عام 2019. لقد نسي الطبيب أن يعطيها مسكنات للألم، فاستطاعت أن تشعر بكل وتر وكل غرزة من طعوم الجلد التي خضعت لها؛ ولكن عندما أزيلت الجبيرة، قررت ألا تعتبر الشعور باللمس أمراً مسلماً به مرة أخرى. تنسب الفضل إلى مؤسسة ديبراUK في المساعدة في الحصول على الجراحة ودفع تكاليفها. في عام 2020، لم تتمكن بيل من الحصول على العلاج الطبيعي ليدها بسبب جائحة كوفيد-19. كانت تعتبر معرضة بشكل خاص للوباء، لذلك لم تتمكن من السفر، أو حتى مغادرة منزلها؛ كان عليها أن تطلب توصيل الضمادات والأدوية.

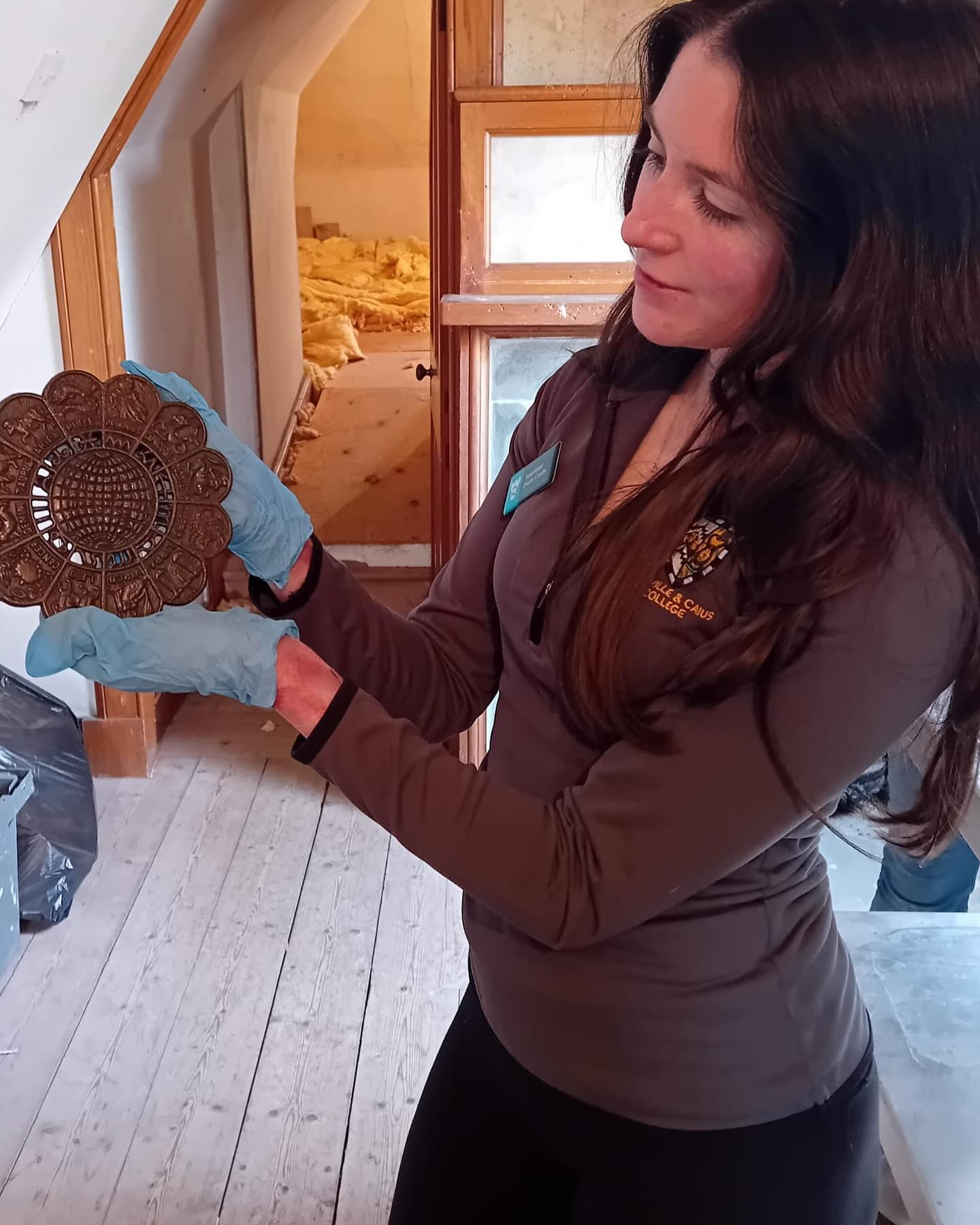
يحمل بيل قطعة أثرية في علية قلعة درام، اسكتلندا في عام 2024

تخرجت بيل من سانت أندروز على رأس فصلها في عام 2021. حصلت على درجة الماجستير في الفنون من معهد كورتولد للفنون بجامعة لندن في صيف عام 2022. التحقت كلية غنفيل وكيوس للحصول على درجة الماجستير في الفلسفة في عام 2023، والتي كانت تقدرها بشكل خاص لأن هذه كانت الكلية التي اشتهر بها ستيفن هوكينج، الفيزيائي اللامع ولكنه معاق. إنها تعتقد أنها أول شخص حاصل على RDEB يحصل على درجة علمية من أكسفورد وكامبريدج. كانت أطروحتها للماجستير عن صور حزن الوالدين في اللوحات الجدارية في كنيسة القديس ستيفن. ألقت محاضرة حول هذا الموضوع لجمعية الآثار في لندن في نوفمبر 2023.
في ديسمبر 2023، ساعد بيل في تنظيم حفلة تنكرية في متحف السير جون سوان لصالح الأصدقاء الشباب لجمعية أنقذوا فينيسيا إنك. الخيرية للحفاظ على الفن. في عام 2025 كان بيل عضوًا في اللجنة التوجيهية لأصدقاء الشباب لإنقاذ البندقية.
بعد تخرجها من جامعة كامبريدج، عادت بيل إلى جامعة سانت أندروز للحصول على درجة الدكتوراه في تاريخ الفن. وشمل عملها فهرسة المجموعة الموجودة في قلعة درام. انتخبت لعضوية الجمعية التاريخية الملكية في مايو 2024.
عندما يسأل الناس بيل عما تنوي فعله بدرجاتها العلمية، أحيانًا تكون إجابتها هي أن تصبح أستاذة لتاريخ الفن، وفي أحيان أخرى لا تعتقد أنها ستعيش كل هذا الوقت.

## النشاط
بعد الحادث الذي وقع في عيادة الطبيب البيطري في سانتا في، بدأت بيل في الكتابة لرفع مستوى الوعي حول حالتها. نُشرت مقالتها الأولى في صحيفة هافينغتون بوست قبل أن تبلغ الثامنة عشرة من عمرها. وكتبت فيها أنها كانت فخورة بندوبها، لأن كل ندبة كانت علامة واضحة على قوتها، وتذكيرًا بأنها نجت بدلاً من الموت كما شيصت حالتها. قالت إنها تريد من الأشخاص الذين يبحثون عن EB على جوجل أن يتمكنوا من رؤية شيء إيجابي، وليس فقط الأسوأ. ولدهشتها، استمع الناس إليها؛ وظهرت كتاباتها في العديد من المصادر الأخرى بدءًا من صحيفة نيويورك بوست الأمريكية، وصحيفة ديلي ميل البريطانية. في يونيو 2019، ألقت بيل محاضرة تيد (مؤتمر) في جامعة سانت أندروز حول إعاقتها المرئية.
منذ عام 2020، كانت بيل سفيرًا لـ ديبراUK، حيث عمل على زيادة الوعي بمرض EB لصالح الجمعية الخيرية الطبية. في ذلك العام، أجرى بيل مقابلة مع يثق الأخوان، وهي منظمة خيرية تابعة لعائلة الممثل توم هولاند. في عام 2020 أيضًا، انضمت بيل إلى أوليفيا فيدر وشراكة أبحاث انحلال البشرة الفقاعي لإنشاء "الجمال ليس نادرًا"، وهي حملة على وسائل التواصل الاجتماعي تحتفل بلا اعتذار بالأجسام غير النمطية.
بالإضافة إلى ديبراUK وشراكة أبحاث EB، تشارك بيل في مؤسسة عائلتها، صندوق بيل عائلة هبة صندوق eB، الذي إطلق في عام 2014. بحلول عام 2022، نجح خطاب بيل في جمع 100 ألف دولار لأبحاث EB.
في مارس 2023، أجرت نانا أكوا من أخبار GB مقابلة مع بيل حول RDEB ومسيرتها المهنية في عرض الأزياء. في يونيو 2023 ظهرت في مؤسسة الجلد البريطانية وسلسلة آي تي إن البشرة: تحت السطح، التي تقدمهامقدمة البرامج التلفزيونية البريطانية لويز مينشين ؛ كما تضمنت حلقتها أيضًا رئيس ديبراسيمون ويستون. في ديسمبر 2023، تحدثت باسم ديبراUK في البرلمان الاسكتلندي.

## الموضه

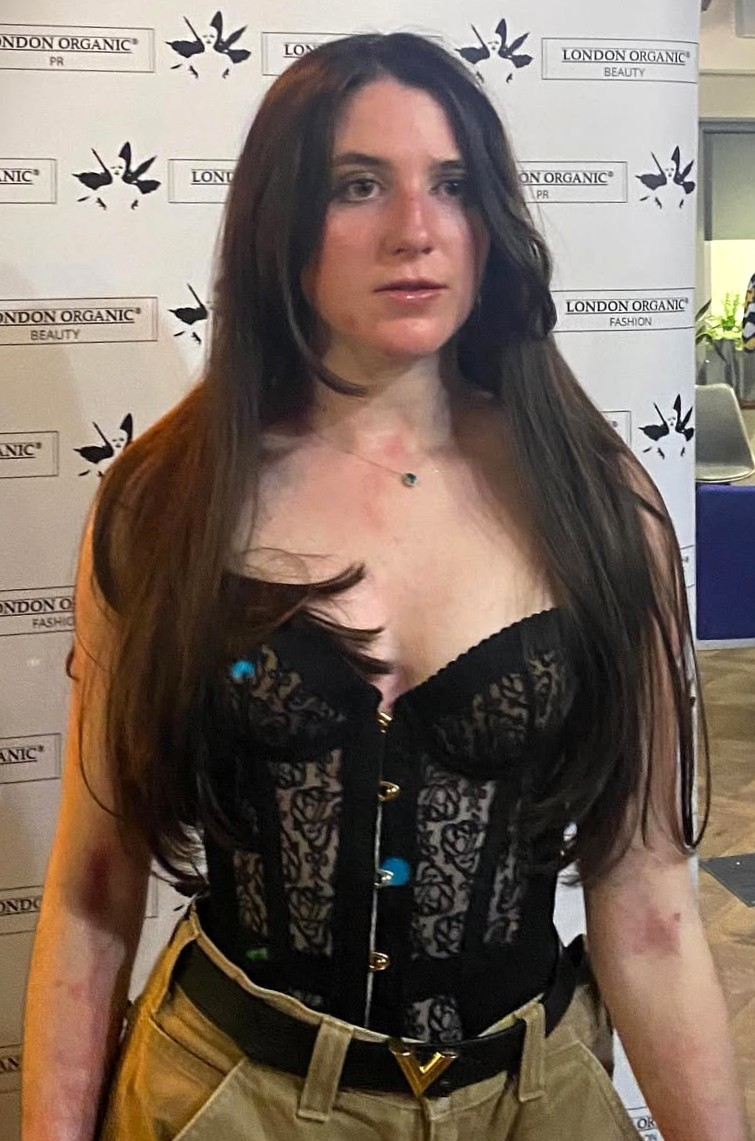
بيل يعرض مجموعة لاوتوكا فنتاج في أسبوع الموضة في لندن 2021

في عام 2017، خلال عامها الأول في جامعة سانت أندروز، عرضت بيل الملابس الداخلية في عرض أزياء إيجابي للجسم يديره الطلاب يسمى "Label"، وتقول إنها بدأت تنظر إلى جسدها كشيء يجب الاحتفال به. في 31 أغسطس 2019، سارت بيل مرتديةً مشدًا في الحفل في ميدان ترافالغار في لندن، والذي غطته مجلة Glamour UK. قالت إنها أرادت تحطيم المحرمات، وأرادت من الناس أن ينظروا إلى جسدها ويقولوا أنه لا يوجد شيء خاطئ فيه.
أصبحت بيل أكثر انفتاحًا بشأن نشر صور تُظهر ندوبها على حسابها على إنستغرام في عام 2019، مما أكسبها 20 ألف متابع في غضون عام، وأدى إلى لفت انتباه وكالة عرض أزياء ومجلات وعلامات تجارية. في عام 2020، ظهرت في جلستي تصوير للملابس الداخلية ومقابلات مصاحبة في مجلة الموضة الشهيرة مجلة فوغ الإيطالية. قالت إنها تتمنى أن تتمكن من العودة إلى الوراء وأن تقول لنفسها في سن المراهقة أن تكون شاكرة لمظهرها الذي سيسمح لها يومًا ما بالظهور في مجلة فوغ.
بعد تخرج مؤسسة عرض أزياء "ليبل" في سانت أندروز، آخذة العرض معها، في عام 2020 شاركت بيل في تأسيس عرض أزياء جامعي إيجابي للجسم "ثورة عارية"؛ فقط لكي يلبي إغلاق جائحة كوفيد-19. في ديسمبر 2020، فازت ديلان إيجليستون، صديقة بيلز في فريدريكسبيرج منذ مدرسة التراث، بمنحة صندوق المنح الدراسية للأزياء لعام 2021 عن عرضها التقديمي الذي تخيل الملابس لمرضى مرض الفصام.
في سبتمبر 2021، مشى بيل على المنصات لثلاثة ماركات أزياء في أسبوع الموضة في لندن: مرة أخرى، لاوتوكا فينتاج، ووكيل مثير. في فبراير 2022، مشى مرة أخرى في أسبوع الموضة في لندن، لثلاثة ماركات مختلفة: فساتين نو، سيريف، وروح العاصفة لتراسي تولوز. في مايو 2022، قدمت عارضة سافاج X فينتي للملابس الداخلية في جلسة تصوير لمجلة كوزموبوليتان المملكة المتحدة.

## الحياة الشخصية

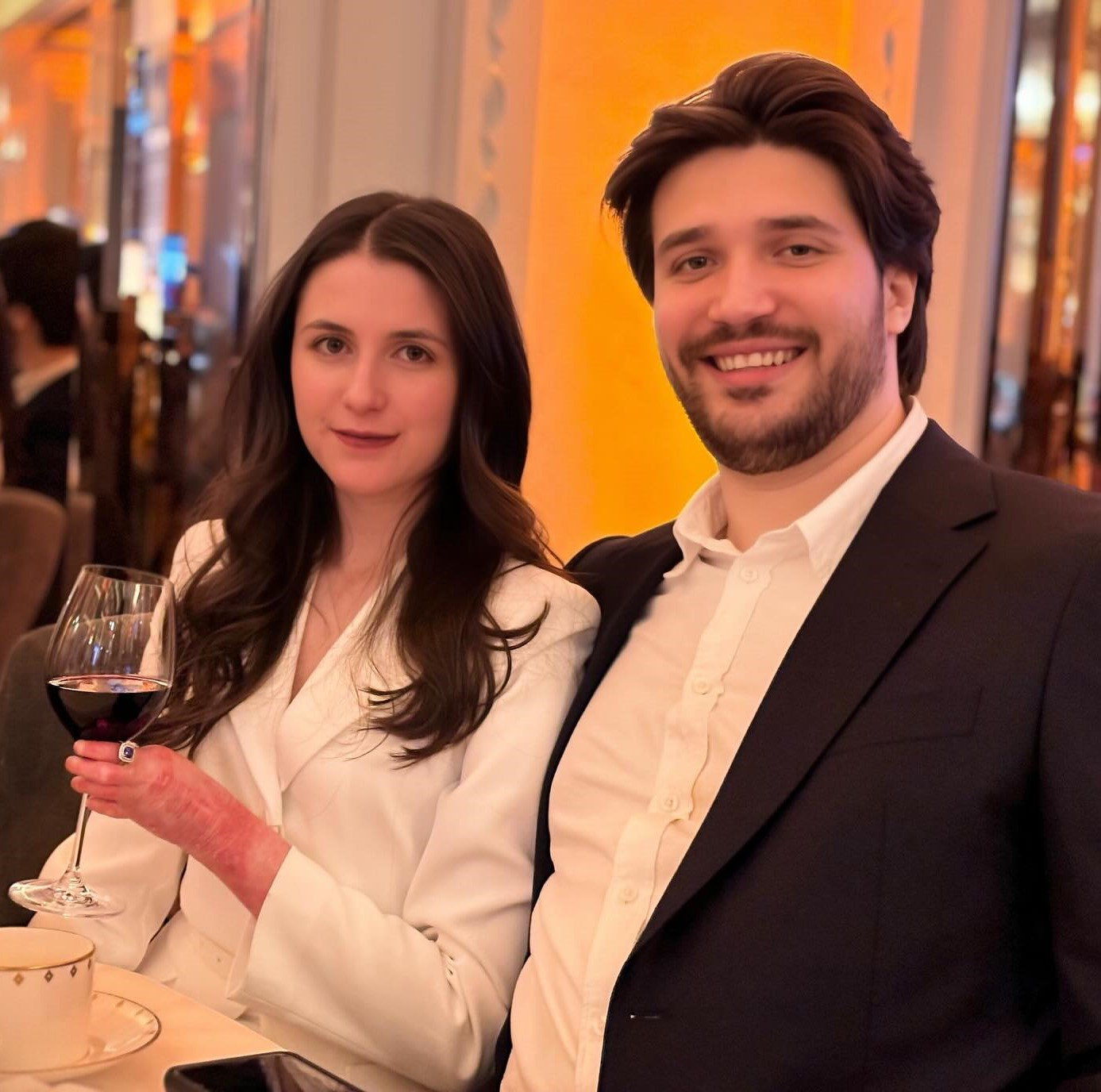
بيل مع شريكها دوغلاس بولر، في حدث ديبرو الخيري في عام 2024

على الرغم من حالتها، تمارس بيل رياضة المشي لمسافات طويلة، والتزلج على الجليد، والتواصل الاجتماعي مع الأصدقاء.
التقت بيل بصديقها، دوغلاس بولر، في أسبوعها الأول في جامعة سانت أندروز في عام 2017. حصل على درجة البكالوريوس في الجيولوجيا من جامعة سانت أندروز في عام 2021، ثم انتقل معها إلى جامعة كامبريدج حيث أكمل كلاهما درجة الماجستير، ولعب لصالح نادي كرة القدم الأمريكية بايثونز بجامعة كامبريدج. عاد معها إلى سانت أندروز للحصول على درجة الدكتوراه. لديهم كلب مساعد طبي اسمه ساكسون.